# NASCAR

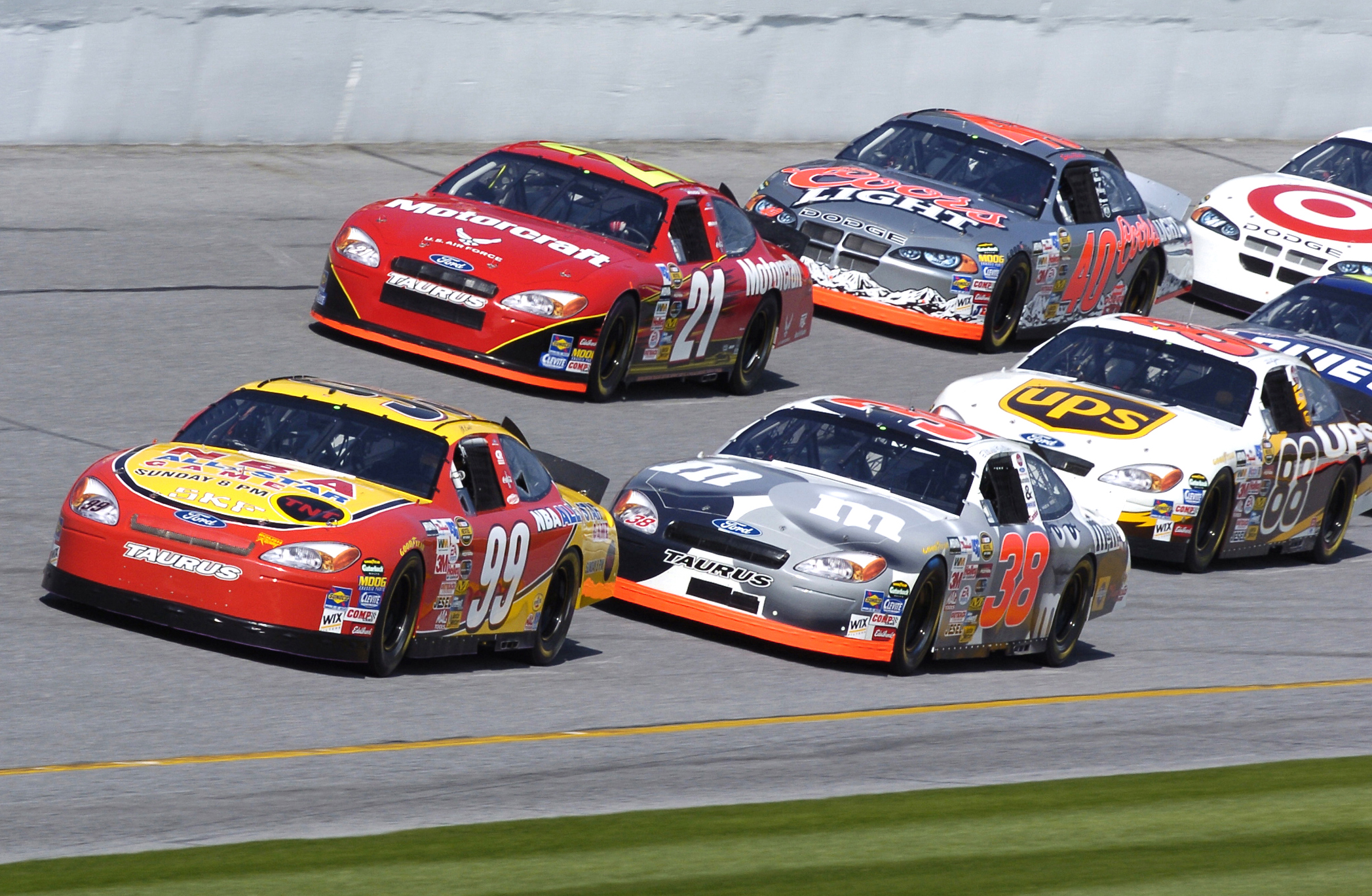
Гонка (практика) Daytona 500 (2004)

Націона́льна Асоціа́ція перего́нів сері́йних автомобі́лів або NASCAR (англ. National Association of Stock Car Auto Racing, Inc.; NASCAR) — приватне підприємство, що займається організацією автомобільних перегонів і супутньою діяльністю. Засноване Біллом Франсом-старшим (англ. Bill France Sr.) у 1947—1948 роках у США, і надалі перебуває у власності сім'ї Франсів. Асоціація проводить велику кількість різноманітних чемпіонатів (серій) та є головною санкціонуючою організацією перегонів серійних (стокових) автомобілів у США. Три найбільші серії NASCAR — NASCAR Cup Series, NASCAR Xfinity Series та NASCAR Camping World Truck Series складають кістяк асоціації (вищий дивізіон). Регіональний дивізіон це — NASCAR Whelen All-American Series, NASCAR Whelen Modified Tour (автомобілі з відкритими колесами), NASCAR K&N Pro Series тощо. Серії проводяться і за межами США — в Мексиці (NASCAR Toyota Series), Канаді (NASCAR Canadian Tire Series), Європі (NASCAR Whelen Euro Series).

## Історія

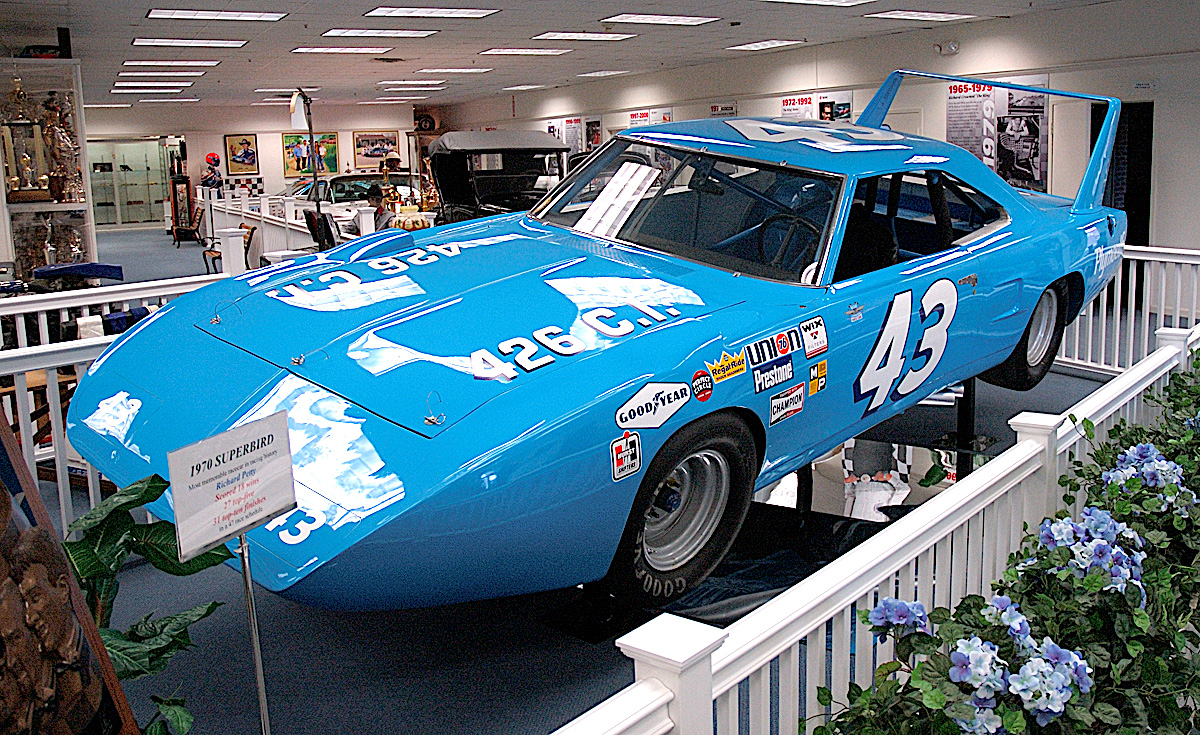
Plymouth Superbird Річарда Петті сезону 1970 року

Історія NASCAR бере свій початок у 1949 р., коли Білл Франс-старший вирішив об'єднати напіваматорські перегони на серійних автомобілях, що проводились на південному сході США, в один чемпіонат. Жодна організація з автоспорту не взялась дати санкцію на таке змагання, і Франс заснував санкціонуючу організацію сам. Уже з 1949 року NASCAR проводить три чемпіонати — Strictly Stock (строго серійні), Modified (модифіковані) і Convertible (відкриті). Спочатку мав успіх Modified, але поступово на перші ролі вийшов Strictly Stock, про який говорили, що в ньому беруть участь ті ж машини, що їздять по дорогах, і взяти участь у чемпіонаті може будь-хто. Високі призові винагороди залучали іменитих пілотів, низькі витрати дозволяли проявити себе новачкам. Хороший вибір трас і розумна політика Асоціації сприяли швидкому зростанню популярності. У 1959 році з'явився спеціально побудований для перегонів NASCAR величезний автодром «Daytona International Speedway», а перегони з назвою «Daytona 500», що проводилися на ньому перетворились на зірку чемпіонату.
Поступово чемпіонат відходив від своєї філософії участі чисто серійних машин — високі швидкості і асиметричні навантаження вимагали суттєвих модифікацій з метою підвищення безпеки. Спочатку самі пілоти прорізали вікно у днищі, через яке можна було бачити найбільше навантажене переднє праве колесо, щоб вчасно заїжджати на заміну коліс. У 1962 у чемпіонат прийшли заводські команди, які до цього підтримували свої марки негласно, і почалася «гонка озброєнь» та зростання швидкостей. Прикриваючись визначенням «серійний автомобіль» компанії Великої Трійки (General Motors, Ford і Chrysler) випускали невеликі партії (у 1970 році для участі в гонках була необхідна партія не менша ніж 500 машин) автомобілів, оптимізованих для перегонів. На початку 70-х на траси вийшли машини «повітряних воєн» (автомобілі з розвинутим аеродинамічним оснащенням), типу Plymouth Superbird, однак Асоціація вжила заходів до недопущення подальшої гонитви технологій і ввела спеціальні обмеження для подібних машин. Енергетична криза 1973-го змусила автомобільні компанії і зовсім покинути чемпіонат.
Паралельно з технологічним змаганням компанії намагалися залучати на свій бік і іменитих гонщиків. Пілоти ставали справжніми зірками, проте їх спроби створити свою асоціацію пілотів для боротьби за безпеку були різко припинені Біллом Франсом-старшим — найбільш активні були відлучені від гонок, незважаючи на імена, в тому числі й сам Річард Петті.
У 1981 році Асоціація повністю змінила технічну політику і тепер на старт виходили так звані силует-прототипи з трубчастою рамою, які лише зовні нагадували серійні машини. Технічні новації все більше обмежувалися, а з метою зрівняти учасників і в питаннях аеродинаміки машини втрачали навіть зовнішню схожість з дорожніми побратимами.
У 1979 році вперше було показано в прямому ефірі гонку NASCAR — «Daytona 500», після чого настав злет популярності. Додатково задача спростилась тим, що головний конкурент у світі автоспорту Америки CART — з 1996 року розколовся. У 1996 рейтинги «Daytona 500» випередили рейтинги «Індіанаполіс 500» і з початку 2000-х років NASCAR став вважатись другим за популярністю змаганням у США, поступаючись лише NFL, а найкращий пілот NASCAR — Дейл Ернхардт-молодший — стає найпопулярнішим спортсменом Америки.

## Гоночні автомобілі
Автомобілі, що використовуються в перегонах, так звані сток-кари (англ. stock-car) носять імена серійних автомобілів, однак вони мало схожі на них навіть з вигляду. В основі конструкції лежить трубчаста сталева рама. Заводи (це, наразі у 2014-у, — Ford, Chevrolet і Toyota; Dodge покинув NASCAR чемпіоном перед сезоном 2013 року) постачають командам лише блоки циліндрів та деякі інші вузли та деталі — все інше, включаючи каркас і зовнішню металеву обшивку, команди створюють самостійно.
На усіх сток-карах стоять двигуни V8 з робочим об'ємом 5,87 л, конфігурація яких не змінювалась з 1960-х років: використовується чавунний блок циліндрів з нижнім розташуванням розподільного вала і (до 2012 року) карбюратори. Коробка передач має чотири ступені, однак на овальних трасах передачі потрібно перемикати лише при заїздах на піт-стопи та при русі під пейскаром. У 2007 році вищий дивізіон NASCAR розпочав перехід на англ. «Car of Tomorrow»(скор. CoT) — Автомобіль завтрашнього дня. У 2007 році такі автомобілі використовувались лише на коротких овалах (до 1,33 милі), з 2008 року CoT використовуються на всіх етапах.

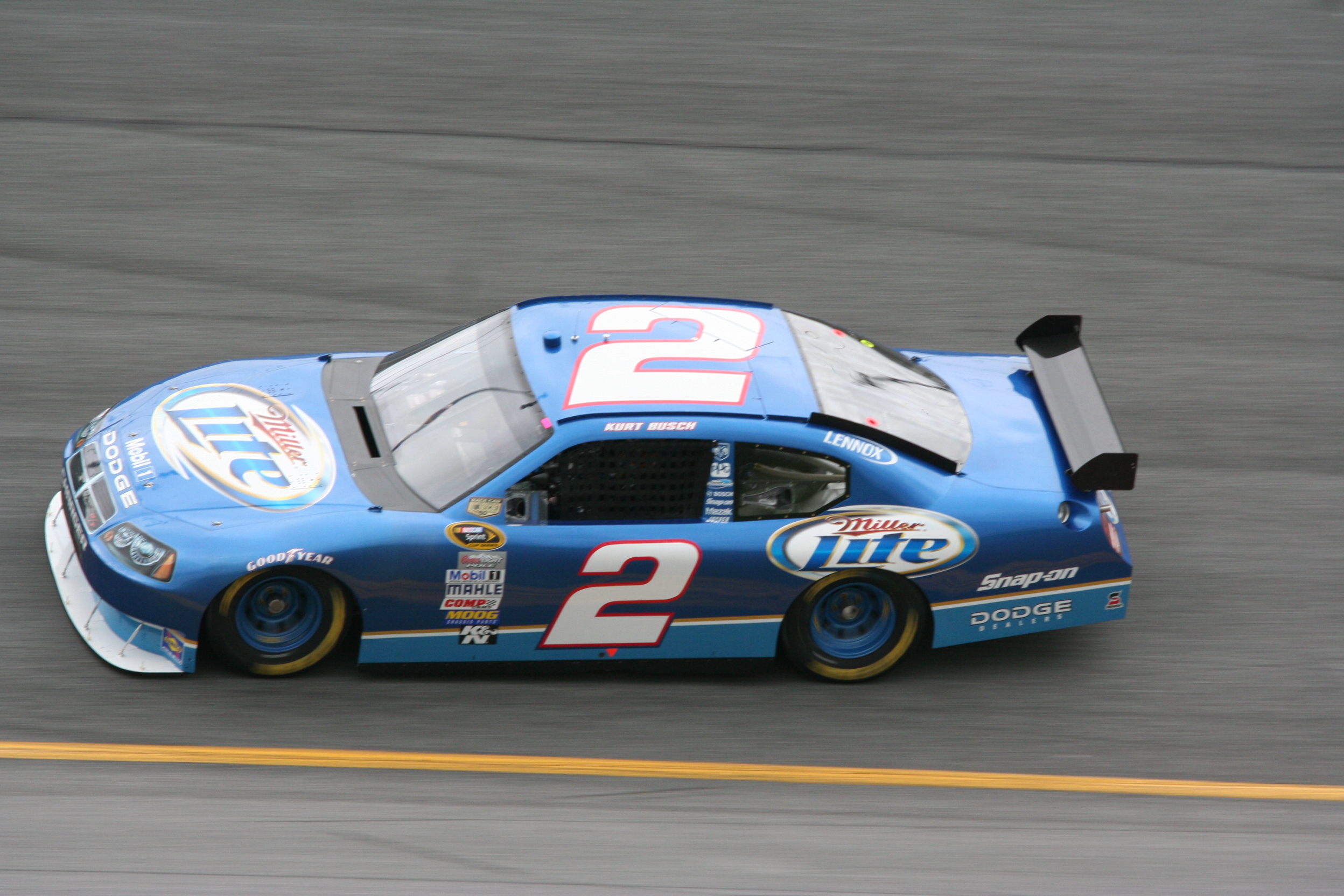
На автомобілях CoT зменшена роль аеродинаміки і підвищена безпека

На автомобілях «Car of Tomorrow» бензинові двигуни V8 з робочим об'ємом 5,87 л повинні відповідати ще жорсткішим специфікаціям з фіксацією відстані між циліндрами, що робить їх практично однаковими. Однак їх віддача залишилась попередньою (потужність близько 770 к. с.). Кузов став вищим, ширшим і довшим (база становить 110 дюймів або 2794 мм), спереду з'явився регульований сплітер (на «класичних» машинах передній бампер мав бути строго вертикальним), а позаду замість величезного спойлера з'явилось антикрило. Така конфігурація дає учасникам ширший діапазон аеродинамічних налаштувань, і повинна компенсувати відмову від «спеціалізованих» машин (тепер команди налаштовують три типи машин: для швидких треків, повільних і трас європейського типу). Крім того, за розрахунком організаторів, нова форма кузова дозволить збільшити кількість обгонів у перегонах. Ще більше уваги було приділено безпеці, збільшені енергопоглинальні зони, а пілот розташовується ще ближче до центру.
З повним уведенням CoT у 2008 році з'явилось і більше противників CoT. Звичайно, аварія Майкла МакДауела в Техасі 04.04.2008, коли під час кваліфікації при вщент зруйнованій машині пілот майже не зазнав ушкоджень, зняла всі питання про те, чи змінився рівень безпеки пілота в CoT. Але, у той же час, проблеми з шинами на трасі «Indianapolis Motor Speedway» привели до того, що Асоціація ухвалила рішення викидати технічний жовтий прапор кожні 15—18 кіл, пов'язані саме зі специфікою конструкції CoT. Також CoT не змогли забезпечити однієї з головних своїх задач — скорочення витрат, пов'язаних з універсальністю шасі.
З 2010 року NASCAR почала поступово покращувати естетичний вигляд СоТ. Починаючи з весняного етапу в Мартінсвіллі (Вірджинія), замість антикрила стали використовувати стандартний спойлер. У 2011 році змінився вигляд передньої частини. У 2013 році в Sprint Cup дебютували автомобілі шостого покоління. Тепер індивідуальний вигляд є в кожної з трьох автомобільних марок.

## Основні серії NASCAR

### Cup Series

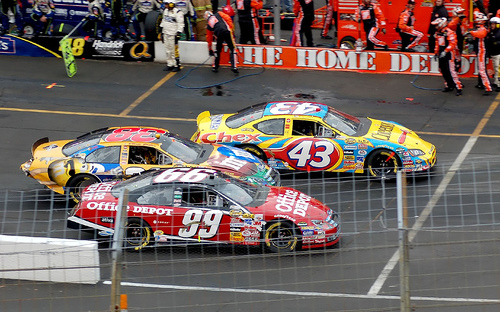
NEXTEL Cup Series (2006)

«Cup Series» — це наразі найвища професійна серія NASCAR, а, отже і найпопулярніша, і найприбутковіша. Призовий фонд для кожного заїзду перевищує $4 000 000. 43 пілоти протягом 10-ти місяців у році беруть участь у 36-ти гонках. Перегони серії проводяться з 1949-го року, вона встигла змінити декілька назв та спонсорів. Першим чемпіоном Cup (тоді ще Strictly Stock) був Ред Байрон, і чинним (2023) чемпіоном NASCAR Cup Series є Раян Блейні з команди «Team Penske}».

### Xfinity Series

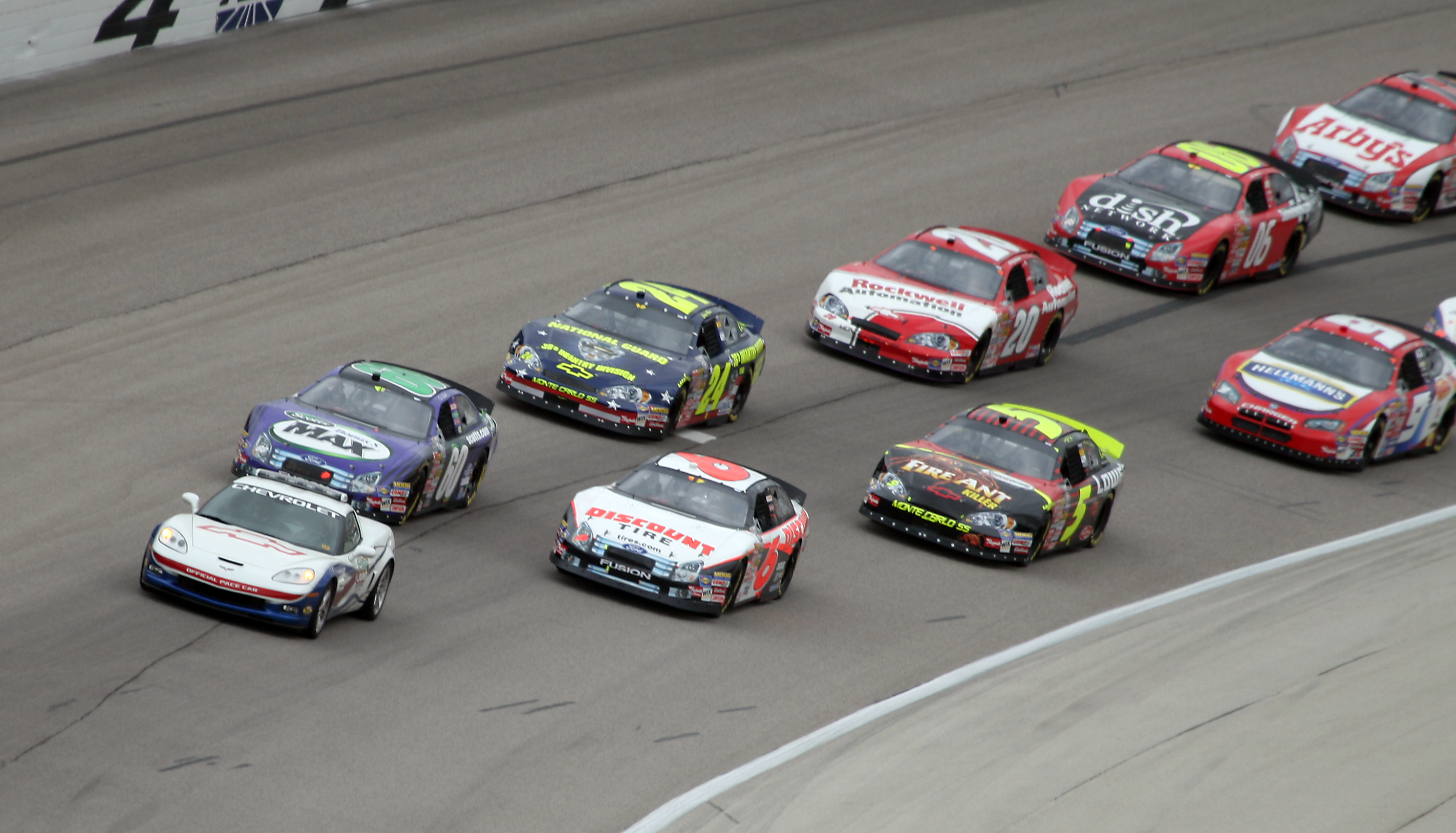
Перегони серії Busch (Техас, 2007)

«NASCAR Xfinity Series» є другою професійною серією NASCAR вищого дивізіону. Автомобілі є дуже схожими до тих, що змагаються в Cup Series. Актуальним (2021) чемпіоном є Деніел Гермік з команди «Joe Gibbs Racing».
Серія Xfinity є єдиною серією з трьох найвищих серій NASCAR, гонки в якій відбуваються також за межами США. Сезон є коротшим на декілька заїздів ніж у серії Sprint Cup і грошові винагороди є значно нижчими. Останні роки частина пілотів серії Sprint Cup змагалась також у перегонах серії Nationwide (тоді ще знаної як Busch) використовуючи їх як розминку перед перегонами серії Sprint Cup, які найчастіше проходили на тій же трасі наступного дня. Противники такої практики почали характеризувати таких гонщиків як «Buschwhackers». Спонсорування Busch закінчилось під кінець 2007 року і спонсором серії стала страхова компанія «Nationwide Insurance». 3 вересня 2014 року було оголошено, що компанія Comcast стає новим титульним спонсором серії, у результаті чого серія отримала назву «Xfinity Series» за назвою бренду кабельного телебачення та інтернету від компанії.

### Camping World Truck Series

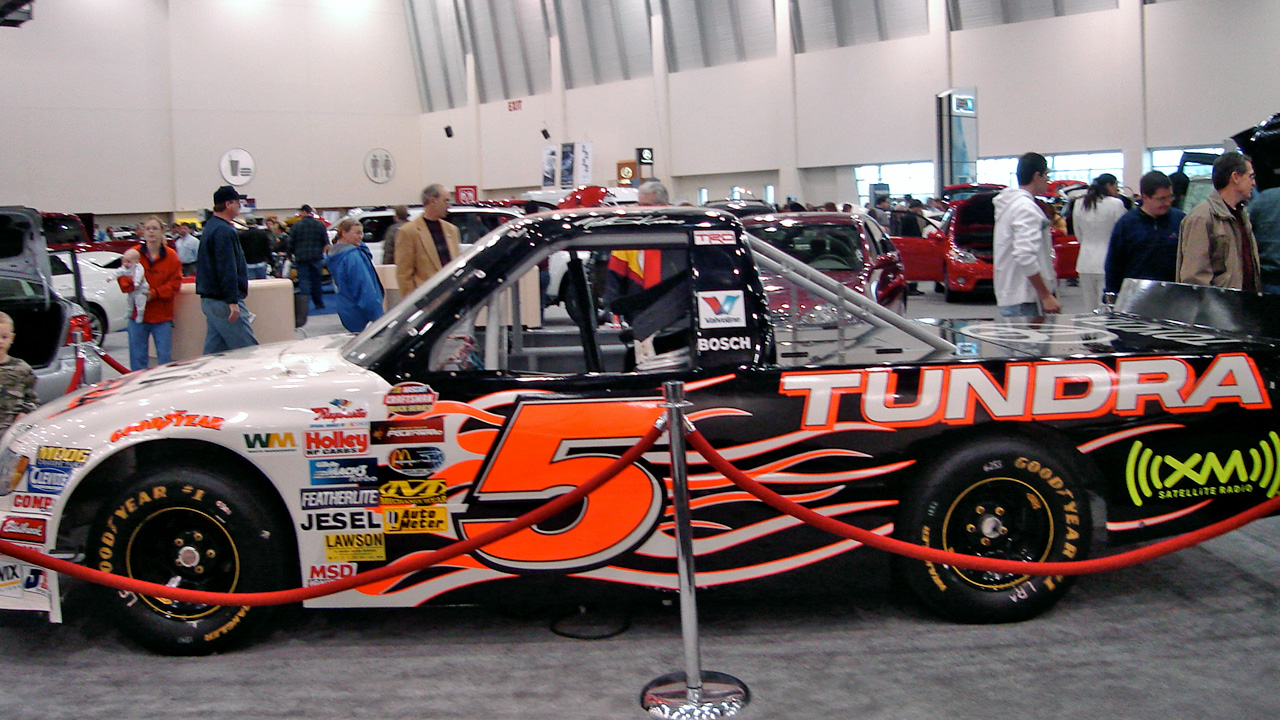
Toyota Tundra

«Camping World Truck Series» є третьою за популярністю У США гоночною серією NASCAR. У перегонах беруть участь модернізовані пікапи з потужністю двигуна, що досягає до 700 к. с. Ця відносно нова форма перегонів зазвичай притягає як новачків, які хочуть продемонструвати свої вміння на рівні достатньому до серії Nationwide, а якщо конкретніше то і до Cup Series, так і ветеранів перегонів NASCAR. У 2011 році чемпіонат виграв Остін Діллон, що забезпечило йому виступ у Nationwide Series.

### NASCAR Canadian Tire Series
«NASCAR Canadian Tire Series» — канадська серія перегонів серійних автомобілів базується на серії CASCAR (The Canadian Association for Stock Car Auto Racing) Super Series, що існувала в 1981—2006 роках. Пілоти змагаються на автомобілях, що приводяться в рух двигунами V8. У календарі, що передбачає 13 гонок, де домінують дорожні траси (також і вуличні). Перегони транслює канадське англомовне телебачення TSN.

### NASCAR Corona Series
«NASCAR Corona Series» серія перегонів, що є мексиканським відповідником перегонів NASCAR. З'явилась у 2004 році під назвою «Desafío Corona», яку змінено у 2007 році на «NASCAR Mexico Corona Series», а у 2009 на «NASCAR Corona Series». Пілоти запрошуються до участі в перегонах NASCAR, Toyota All-Star Showdown.

## Треки

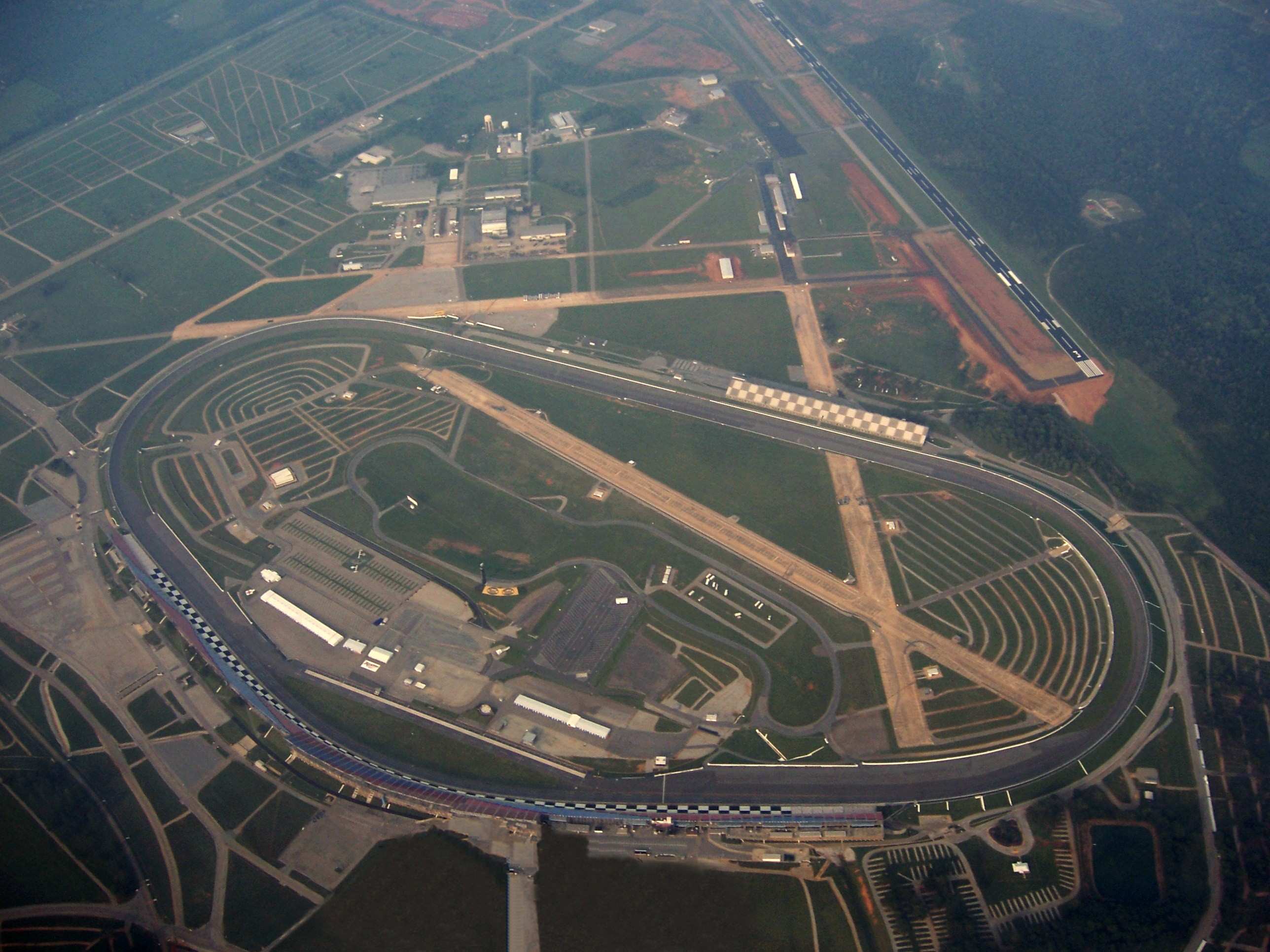
Найдовший овальний трек «Talladega Superspeedway»

Перегони NASCAR розігруються не на ідентичних овальних треках. Основною різницею є довжина кожного з треків. Довжина траси найкоротшого з них — «Martinsville Speedway» становить 0,526 милі (847 метрів). Найдовший овал це «Talladega Superspeedway» — 2,66 милі (4,28 кілометри). Другою основною різницею є тип овалу. Відрізняють декілька типів:
- англ. Ovals — класичні овали наприклад, треки: «Martinsville Speedway», «Bristol Motor Speedway», «Dover International Speedway»;
- англ. tri-ovals — трикутні овали, наприклад, треки: «Kansas Speedway», «Richmond International Raceway», «Pocono Raceway»;
- англ. D-ovals — овали за формою подібні до літери D, наприклад, треки: «California Speedway», «Chicagoland Speedway», «Michigan International Speedway»;
- англ. Quad-Ovals — квадратні або прямокутні овали, наприклад, треки: «Atlanta Motor Speedway», «Lowe's Motor Speedway», «Indianapolis Motor Speedway».
- англ. Superspeedways — так звані рестрикторні овали: «Daytona International Speedway», «Talladega Superspeedway».

Кожен з треків має також інший нахил у поворотах та на прямих ділянках. Змагання, також, проводяться на дорожніх трасах таких як «Watkins Glen International» та «Infineon Raceway». Дорожні траси є єдиними, на яких NASCAR допускає можливість проведення перегонів в дощових умовах, хоча таких випадків ще не було.
Найшвидшим треком у календарі Sprint Cup є «Talladega Superspeedway». Рекордною середньою швидкістю перегонів на цьому треку є 188 mph (303 км/год). Кваліфікаційний рекорд (середня швидкість одного кола у кваліфікаціях) на треку «Talladega Superspeedway» було встановлено Біллом Еліоттом у 1987 році і становить 212,809 mph (342,483 км/год). Найповільнішим треком є «Infineon Raceway», дорожня траса де рекорд становить 81 mph (130 км/год) а кваліфікаційного кола — 99 mph (159 км/год). Найповільнішим овальним треком є «Martinsville Speedway». Рекордна середня швидкість перегонів, на цьому майже плоскому треку становить 82 mph (132 км/год), а кваліфікації — 98 mph (156 км/год).
Треки довжиною меншою за милю називаються «шорт-треками» (англ. short-track), треки довжиною понад милю переважно називають «спідвеями» (англ. speedway), а треки довжиною понад дві милі мають назву «суперспідвеї» (англ. superspeedway).